# Chamad Amar
Chamad Amar (hebrejsky חמד עמאר, arabsky حمد عمار;‎ * 5. listopadu 1964) je izraelský politik a poslanec Knesetu za stranu Jisra'el Bejtejnu.

## Biografie
Narodil se 5. listopadu 1964 v Izraeli. Studoval školu Safed College, kde získal vysokoškolský titul bakalářského typu v oboru sociálních věd a práva. Žije ve městě Šfar'am, je ženatý, má tři děti. V letech 1982–1986 sloužil v izraelské armádě. Hovoří hebrejsky a arabsky. Je členem komunity izraelských Drúzů.

## Politická dráha
Zasedal v samosprávě města Šfar'am. Je zakladatelem a předsedou drúzského mládežnického hnutí a předsedou Asociace bojových sportů v Izraeli.
Do Knesetu nastoupil po volbách roku 2009, kdy kandidoval za stranu Jisra'el Bejtejnu. Působí jako předseda výboru pro ekonomické záležitosti, výboru pro záležitosti vnitra a životního prostředí a výboru pro drogy. Je členem parlamentní vyšetřovací komise pro integraci arabských zaměstnanců veřejného sektoru.
Mandát znovu získal ve volbách v roce 2013 a volbách v roce 2015.